# خوب‌ها موفق‌ترند
خوب‌ها موفق‌ترند (به انگلیسی: Nice Guys Finish First) مستندی است که توسط ریچارد داوکینز ساخته شده و در مورد خودخواهی و همکاری بحث می‌کند، با این استدلال که تکامل اغلب به نفع رفتار همیارانه است، و به‌ویژه روی استراتژی بده‌بستان و بازی دوراهی زندانی تمرکز می‌کند. فیلم تقریباً ۴۵ دقیقه است و توسط جرمی تیلور تولید شده‌است.
دوازدهمین فصل کتاب داوکینز به نام ژن خودخواه (که در چاپ دوم آن در ۱۹۸۹ اضافه شده‌است) هم خوب‌ها موفق‌ترند است و مسائل مشابهی را مورد بحث قرار می‌دهد.

## بررسی اجمالی
در صحنه آغازین ریچارد داوکینز ارائه اطلاعات نادرست از اولین کتابش ژن خودخواه را از نظر گذرانده و پاسخ بسیار دقیقی به آن می‌دهد.